# 아람인

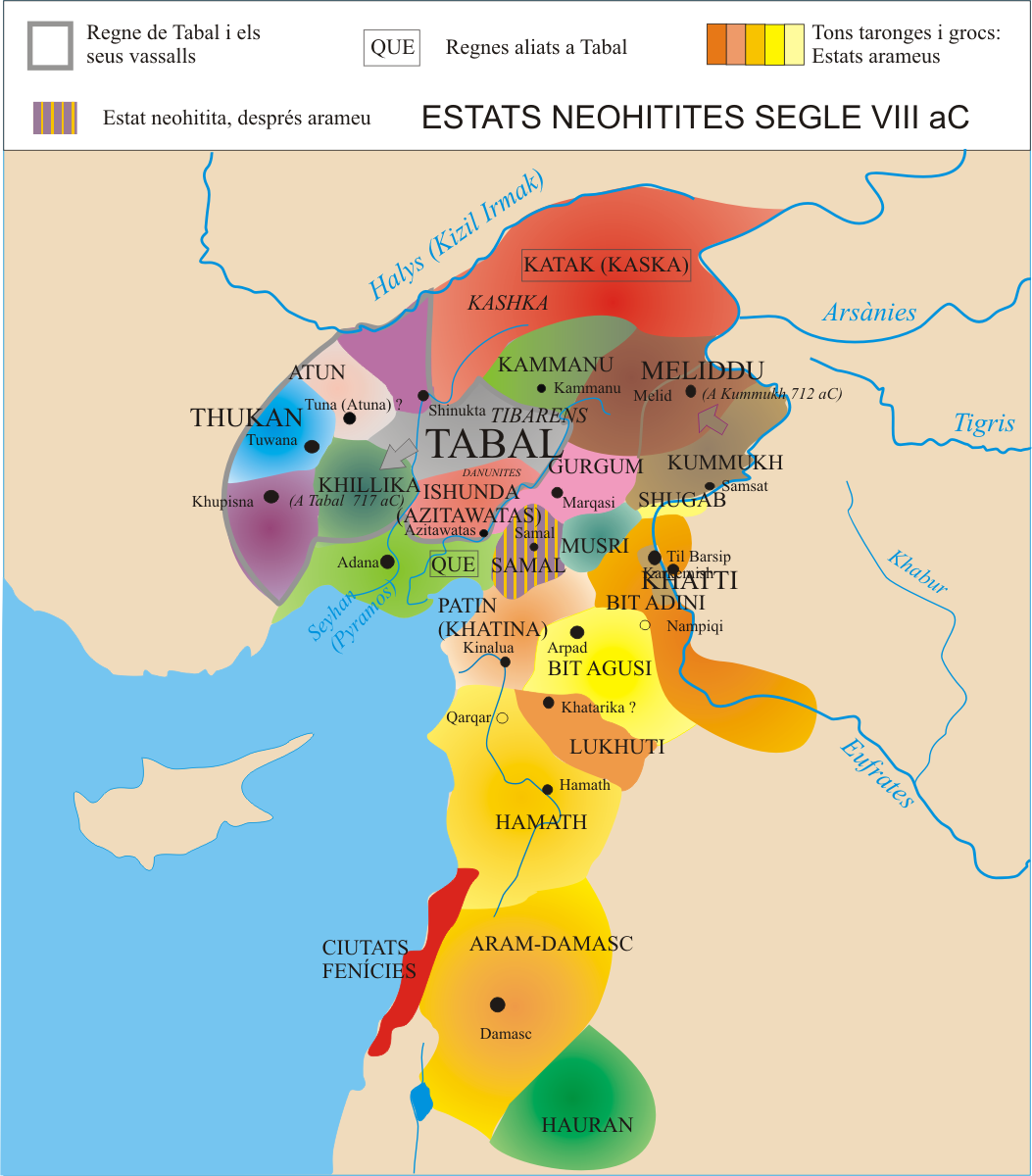
기원전 8세기 경의 루위아인과 아람인 계통 국가들

아람인(Arameans)은 기원전 2000년 후반에 시리아에 침입한 셈계의 유목민족이다. 처음에는 유목생활을 하였으나, 민족대이동의 영향으로 시리아 북부지역에서 메소포타미아 북부로 이동, 정착하여 이곳을 기점으로 상업민족으로서 사방으로 진출하였다. 이집트·히타이트·메소포타미아를 연결하는 지점에 있어 고대 오리엔트 무역을 좌우하는 상업도시국가로 발전하였다. 그러나 정치적으로 통일을 이루지는 못하여 아시리아에 멸망당했다. 멸망 후에도 아시리아·페르시아 제국간의 무역계에 진출하였기 때문에 아람어는 아시리아 시대에 이미 국제상업어로 통용되었고, 문자는 서아시아에서 널리 사용되었다.

## 같이 보기
- 아람 (지역)
- 아람어